# شهرستان اورنج (فلوریدا)
شهرستان اورنج، فلوریدا (به انگلیسی: Orange County, Florida) یک سکونتگاه مسکونی در ایالات متحده آمریکا است که در فلوریدا واقع شده‌است.

## خصوصیات
شهرستان اورنج ۲٬۵۹۷٫۷۷ کیلومترمربع مساحت دارد.